# کارول موزلی-برون
کارول موزلی-برون (به انگلیسی: Carol Elizabeth Moseley) سناتور سابق عضو حزب دموکرات ایالات متحده آمریکا بود. وی در سال ۱۹۹۳ تا ۱۹۹۹ میلادی سناتور ایالت ایلی‌نوی در سنای ایالات متحده آمریکا بود.
او سناتور دموکرات از ایلینوی بود. نخستین زن آمریکایی- آفریقایی‌تبار که به عنوان نماینده سنا انتخاب شد. اولین زن آمریکایی- آفریقایی‌تبار که از حزب دموکرات در سنا انتخاب شد و نخستین زن سناتور از ایالت ایلینوی بود. در سال ۲۰۰۴ اعلام کرد قصد دارد از طرف حزب دموکرات کاندیدای انتخابات ریاست‌جمهوری بشود. اما بعد از مدتی انصراف داد.